# أربا كون
أربا كيون، المعروف أيضا باسم أربا خان أو جافون أو جاون ((بالفارسية: ارپا كاون)؛ توفي 1336)، كان إلخان (1335-1336) أثناء تفكك الدولة الإلخانية، التي كانت دولة المغول في جنوب غرب آسيا مقرها في بلاد فارس.

## حياته
لا يُعرف الكثير عن حياة أربا السابقة، باستثناء أنه كان عضوًا في عائلة تولوي. يعود نسبه إلى أريك بوك Ariq Böke، الذي كان الأخ الأصغر لمونكو خان وقوبلاي خان وهولاكو خان. كان جده مينغكان كيون ابنًا لـ "مالك تيمور" وإيميجين خاتون، ووصل إلى إيران في عهد أولجايتو في صيف عام 1306.

## فترة حكمه
رُشحه وزير أبو سعيد غياث الدين للعرش، وانتخب بعد 5 أيام بلقب ملكي سلطان معز الدنيا والدين محمود على كاراباخ. كان لديه حزام خصر بسيط مثل الرجيلة بدلاً من التاج الذهبي. وعلى الفور تقريبًا تعامل مع غزو أوزبك من القبيلة الذهبية. فصدَّ الغزو، واستخدمه أيضًا كذريعة لإعدام أرملة أبو سعيد بغداد كاتون، واتهمها بتسميم أبو سعيد والتحالف مع أوزبك، وتزوج بعد ذلك من ساتي بيك، أخت أبو سعيد وأرملة تشوبان، من أجل إضفاء الشرعية على حكمه. وكان هناك إعدام آخر لمحمود شاه إنجو، الحاكم السابق لمحافظة فارس في مارس 1336 (سجنه أبو سعيد في وقت سابق بسبب محاولته اغتيال إيلخان). كما كلف حسن بزرك القيادة العامة للجيوش.
ذُكر أنه كان أقل التزامًا بالإسلام، متجاهلاً في الغالب قوانين الخانات المسلمين مثل محمود غازان وأبي سعيد. لم يقبل جزء من الأويرات حكمه.